# Pseudomertensia rosulata
Pseudomertensia rosulata är en strävbladig växtart som först beskrevs av Ovchinnikov och Chukavina, och fick sitt nu gällande namn av P.N. Ovchinnikov och A.P. Chukavina. Pseudomertensia rosulata ingår i släktet Pseudomertensia och familjen strävbladiga växter. Inga underarter finns listade i Catalogue of Life.